# Eugênio de Castro
Eugênio de Castro là một đô thị thuộc bang Rio Grande do Sul, Brasil. Đô thị này có diện tích 419,376 km², dân số năm 2007 là 3057 người, mật độ 7,29 người/km².